# Bambi Allen
Pour les articles homonymes, voir Allen.
Bambi Allen, née Rosalie Erbsen, le 2 mai 1938 dans l'Illinois, morte d'un cancer le 21 janvier 1973 à Los Angeles, Californie, est une actrice américaine, ayant principalement joué dans des films érotiques.

## Filmographie

### Cinéma
- 1965 : Day of the Nightmare : Brunette at Party (non créditée)
- 1968 : Someone : The Girl
- 1968 : Space Thing : Marge Granilla (non créditée)
- 1969 : I Want More : Girl in Floating Coffin (non créditée)
- 1969 : Les Aventures amoureuses de Robin des Bois : Polly
- 1969 : Linda and Abilene : Linda (en tant que Roxanne Jones)
- 1969 : Les Sadiques de Satan (en) (Satan's Sadists) : Lois
- 1969 : Shut Up and Deal : Greta Holbrook (non créditée)
- 1969 : Sisters in Leather : Butch (non créditée)
- 1969 : The Fabulous Bastard from Chicago : Spinster O'Mally
- 1969 : The Hang Up : Suzette (non créditée)
- 1969 : The Hanging of Jake Ellis : Isabel
- 1969 : The Ice House : Girl on Couch (non créditée)
- 1969 : The Master-Piece! : Maria (en tant que Roxanne West)
- 1969 : Wild Outtakes : Constance Virtue
- 1969 : Women for All Reasons
- 1970 : Affair in the Air : Pristine (en tant que Vicky Labbs)
- 1970 : L'Ange sauvage : épouse du gérant du restaurant
- 1970 : Britt Blazer : Britt Blazer (non créditée)
- 1970 : Escape to Passion : Judy (en tant que Holly Woodstar)
- 1970 : Hell's Bloody Devils : Pick-up Girl
- 1970 : How to Succeed with Sex (en) : Joan
- 1970 : Miss Nymphet's Zap-In : Miss Nymphet (non créditée)
- 1970 : The Bang Bang Gang : Lila (en tant que Chata Cruz)
- 1971 : Love Boccaccio Style : Filippa (en tant que Holly Woodstar)
- 1971 : Mother Knows Best : Marie Motley (en tant que Bambi)
- 1971 : Outlaw Riders : Linda
- 1971 : Sex-Export aus Amsterdam
- 1971 : Voluptés nordiques : Maiden in Pink (English version, voice, non créditée)
- 1972 : Hollywood Babylon : fille près de la piscine (non créditée)
- 1972 : Keep It Up : Pam (en tant que Holly Woodstar)
- 1972 : Lash of Lust
- 1972 : Street of a Thousand Pleasures : Brunette in Closing Credits (non créditée)
- 1972 : Terror at Orgy Castle : Countess Dominova (non créditée)
- 1972 : Wild Honey : Hippie nue avec un collier (non créditée)
- 1973 : Tom : Bobbi
- 1975 : Drifter : Klamath

### Télévision

#### Séries télévisées
- 1969 : Adam-12, épisode He was trying to kill me : Jeanette Phelps